# تن‌فروشی در روم باستان

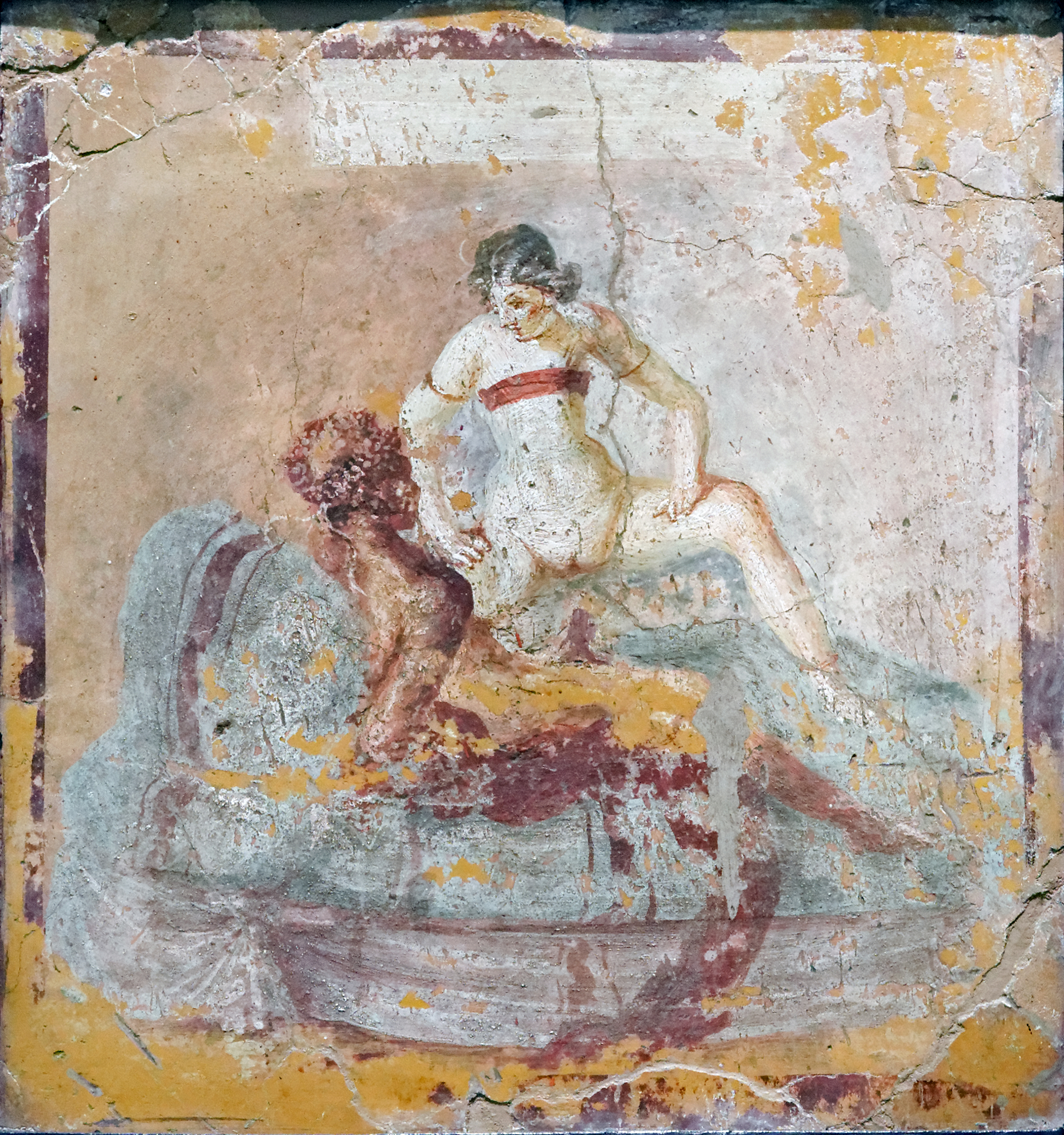
صحنه اروتیک پمپئی مرد ناپولی

تن‌فروشی در روم باستان (انگلیسی: Prostitution in ancient Rome) قانونی و دارای مجوز بود. مردان با هر موقعیت اجتماعی آزاد بودند که با روسپی‌ها از هر جنس بدون تحمیل نارضایتی اخلاقی درگیر شوند، تا زمانی که در دفعات و لذت جنسی از خود کنترلی و میانه‌روی نشان می‌دادند. روسپی‌خانه‌ها بخشی از فرهنگ روم باستان، به عنوان مکان‌های محبوب سرگرمی برای مردان رومی بود.

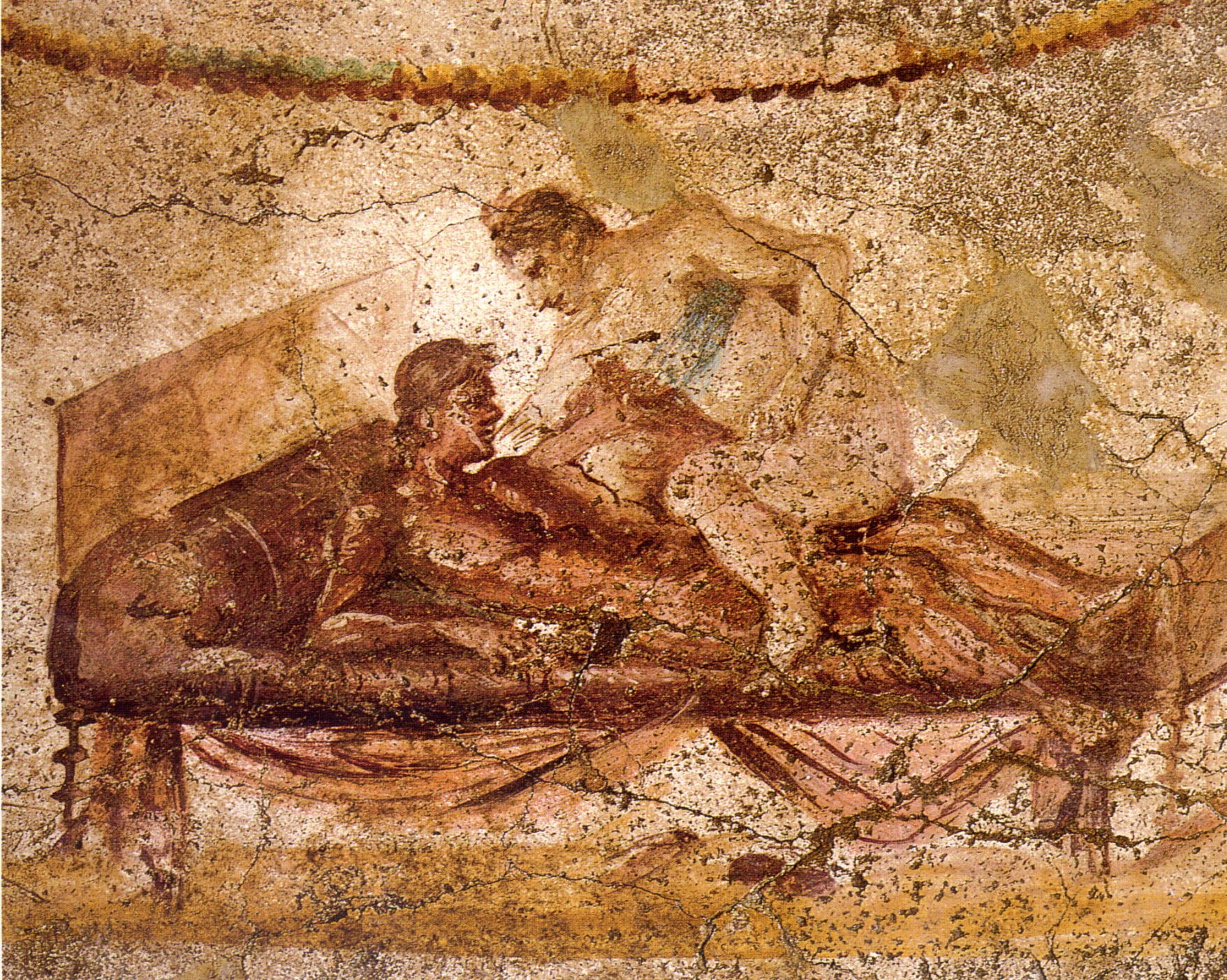
نقاشی دیواری از لوپانار (فاحشه‌خانه) پمپئی

قوانین اولیه‌ای که توسط جمهوری وضع شده بود، با روسپی‌ها به‌عنوان افراد پست رفتار می‌کردند که باعث شد مردم روم به آنها نگاه منفی داشته باشند. در نهایت جمهوری قوانین و به تبع آن دیدگاه‌ها در مورد روسپی‌ها را تغییر داد. قوانین بعدی اساساً با اجازه دادن به آنها برای اجتناب از فعالیت‌های جنسی غیرقانونی، روسپیگری را مشروعیت بخشیدند و در نهایت مالیاتی را بر روسپیگری بسیار شبیه به مشاغل معمولی آن زمان وضع کردند. این تغییرات در نحوه برخورد قانونی با روسپی‌ها باعث تغییر بزرگی در درک عمومی از آنها شد. روم با وضع مالیات بر فحشا، به مردم رم اجازه داد تا دیدگاه خود را نسبت به کارگران جنسی از موجودات کوچکتر به تاجران/زنان تجاری قانونی تغییر دهد. مالیات بر روسپی‌ها که توسط امپراتور کالیگولا وضع شد شواهد محکمی در مورد اهمیت اقتصادی آن و نگرش دولت امپراتوری به آن ارائه می‌دهد.

## قانون
قوانین اولیه وضع شده توسط روم، با روسپی‌ها به عنوان افراد پست رفتار می‌شد، که این بر نحوه نگرش مردم روم به آنها تأثیر گذاشت. قانون لکس یولیا و پاپیا، به فاحشه‌ها یا دلالان محبت اجازه نمی‌داد که به غیر از برده‌های سابق با طبقه دیگری ازدواج کنند. دولت با ایجاد این قانون برای آنها یک شکاف اجتماعی قرار داده بود. از آنجایی که کارگران جنسی اجازه نداشتند با کسی که برده سابق نبود ازدواج کنند، هیچ فرصتی برای بالا رفتن از نردبان اجتماعی نداشتند. اساسنامه ای که تغییر بزرگ در دیدگاه در مورد روسپی‌ها و دلالان محبت را به وجود آورد، لکس یولیا در مورد کنترل زنا بود. این قانون که توسط امپراتور آگوستوس وضع شد، کارگران جنسی را از مجازات‌هایی که سایر شهروندان به خاطر روابط جنسی نامشروع دریافت می‌کردند، منع می‌کرد. این ممنوعیت باعث جدایی بیشتر بین شهروندان عادی و روسپی‌ها شد. در حالی که انتظار می‌رفت مردم عادی به شیوه‌های قدیمی تر و اخلاقی تر برگردند، روسپی‌ها و دلال‌ها اجازه داشتند به اعمال ناشایست خود ادامه دهند. در حالی که این قانون باعث می‌شد که شهروندان عادی به دلیل شکاف اجتماعی زیاد بین خود و آنها بیش از پیش به دیده تحقیر به آنها نگاه کنند، همچنین واضح است که همان قانون در مورد پذیرش فحشا به عنوان وسیله ای مشروع برای کسب درآمد از اهمیت بالایی برخوردار بود. از آنجا که آگوستوس فحشا را غیرقانونی نمی‌دانست، یا این افراد را از اعمال جنسی که می‌فروختند منع نمی‌کرد، به نظر می‌رسید که آنها را تأیید می‌کند.

## مالیات

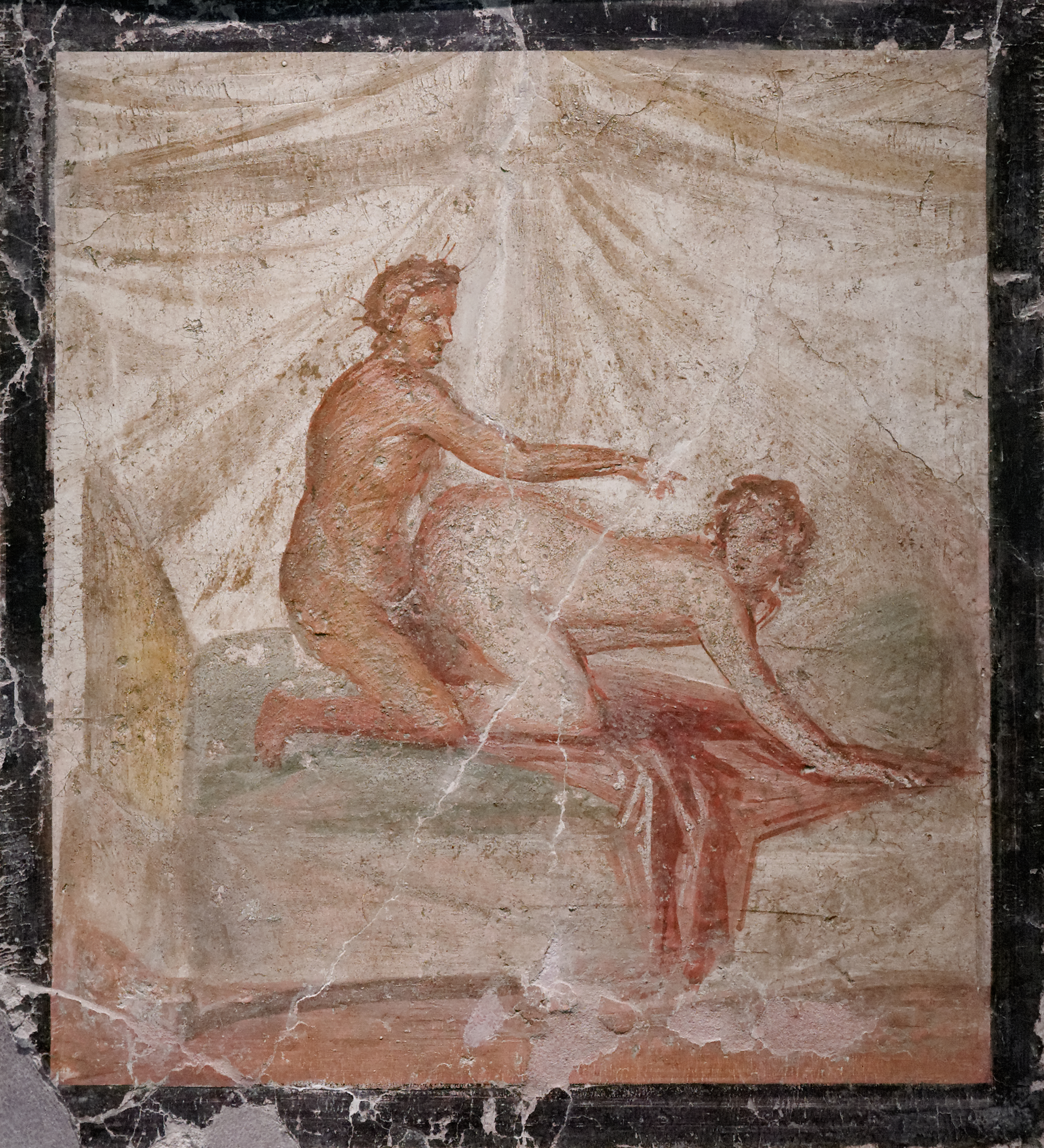
صحنه‌ای شهوانی از یک نقاشی دیواری از پمپئی، ۵۰–۷۹ میلادی

امپراتور کالیگولا در سال ۳۷ پس از میلاد به قدرت رسید (و تا سال ۴۱ پس از میلاد حکومت کرد). او قانونی را وضع کرد که طبق آن روسپی‌ها باید برای اهداف مالیاتی و شناسایی باید ثبت نام کنند. این مالیات مستلزم پرداخت بخش بزرگی از درآمد یک روسپی (از هفده تا هفتاد و پنج درصد) به دولت بود. این مالیات کالیگولا را قادر ساخت تا از هر کسی که حتی با فحشا مرتبط است پول جمع‌آوری کند و از این طریق بتواند پول بیشتری برای دولت تهیه کند. در ابتدا، کالیگولا سود حاصل از این مالیات را بدون توجه به اینکه مالیات دهندگان در رم زندگی می‌کرد یا خیر، از طریق پوبلیکانی جمع‌آوری می‌کرد. این شغل در نهایت به گارد پرایتوری (نگهبانان برای امپراتوران روم) برای کسانی که در رم زندگی می‌کردند منتقل شد. در خارج از رم، پول از طریق نیروهای ارتش عادی جمع‌آوری شد و سپس به امپراتور منتقل می‌شد. این روش جمع‌آوری پول برای امنیت استفاده می‌شد و تضمین می‌کرد که حداکثر سود جمع‌آوری شود. ارتش بزرگ‌ترین و همچنین ترسناک‌ترین منبع نیروی انسانی بود که امپراتورها داشتند. جمع‌آوری پول از چنین امپراتوری بزرگی از راه دیگری بسیار دشوار بود. توماس مک گین،  استاد کلاسیک در دانشگاه وندربیلت، مدعی است که کالیگولا با ایجاد سود از تجارت جنسی، به نوعی فحشا را مشروعیت بخشیده‌است. به نظر می‌رسید که امپراتور کالیگولا با اخذ مالیات از آن، حتی بیشتر از آنچه آگوستوس در قانون قبلی خود به آن داده بود، به فحشا تأیید می‌کرد. به نظر می‌رسد کالیگولا روسپی‌گری را در رده مشاغل قانونی قرار می‌دهد، زیرا او مالیات را بر میخانه‌ها، غذا، برده‌ها و صنعتگران را نیز اعمال می‌کرد. کالیگولا اولین امپراتوری بود که در قانون مالیات روم، به رابطه جنسی اشاره کرد. مالیات بر فحشا یکی از مؤثرترین مالیات‌های وضع شده توسط دولت بود. مالیات بر سایر مشاغل، در بیشتر موارد، زمانی لغو شد که امپراتور پس از کالیگولا، کلودیوس (که در سال‌های ۴۱ پس از میلاد تا ۵۴ پس از میلاد حکومت می‌کرد)، احساس کرد که دولت به اندازه کافی پول تولید کرده‌است. او حتی برخی از دلارهای مالیاتی را به مشاغل بازپرداخت کرد. با این حال، مالیات بر فحشا لغو نشد، زیرا کلودیوس احساس می‌کرد که این مالیات بسیار سودآور است. کلادیوس در این عقیده درست بود. الکساندر سوروس، امپراتور بعدی، توانست درآمد حاصل از مالیات فحشا را برای ساختن ساختمان‌ها در رم در زمان سلطنت خود (۲۲۲ م. - ۲۳۵ م) استفاده کند. در نهایت، دولت چنان به پولی که از این مالیات به دست می‌آمد، متکی شد که امپراتوران مسیحی تا سال ۴۵۰ پس از میلاد، این مالیات را باقی گذاشتند. اگرچه امپراتوران مسیحی از دین جدیدی پیروی می‌کردند که به نظر می‌رسید به بی بند و باری جنسی به دیده تحقیر می‌نگریست، اما همچنان به اجرای مالیات و جمع‌آوری پول از آن ادامه می‌دادند. علیرغم این واقعیت که مسیحیان ممکن است آن را صرفاً به دلایل پولی اعمال کرده باشند، با این کار به حمایت زیرکانه از فحشا ادامه دادند. به یک معنا، «تا زمانی که مالیات اخذ می‌شد، فحشا تا حدودی رسماً مشروعیت می‌یافت.» این تغییر نگرش ادعایی لزوماً به این معنی نیست که کل جمعیت روم به‌طور ناگهانی تن‌فروشی را پذیرفته‌اند، بلکه به این معناست که مشروعیت بخشیدن به کار جنسی باعث شده‌است که در نظر مردم قابل تحمل تر به نظر برسد. با ایجاد این قانون توسط کالیگولا و اجرای آن توسط بقیه امپراتورها، به مردم نشان داد که فحشا یک راه قانونی برای کسب درآمد است.
این مالیات تا حدود ۴۵۰ سال باقی ماند و در اواخر قرن چهارم در زمان امپراتور تئودئوس یکم لغو شد.